# Литвиненко Іван Антонович
Іван Антонович Литвиненко (1899 — ?) — радянський діяч, новатор виробництва, вакуум-аппаратник, змінний інженер цукрового заводу імені Калініна Глушковського району Курської області. Депутат Верховної Ради СРСР 1-го скликання.

## Біографія
З 1930-х років — вакуум-аппаратник, змінний інженер цукрового заводу імені Калініна Глушковського району Курської області. Стахановець харчової промисловості.
Член ВКП(б).

## Нагороди
- орден Леніна (8.12.1935)